# Nebria leonensis
Nebria leonensis – gatunek chrząszcza z rodziny biegaczowatych. Zamieszkuje góry na północnym zachodzie Hiszpanii.

## Taksonomia
Gatunek ten opisany został po raz pierwszy w 2000 roku przez Thorstena Assmanna, Davida W. Wrase’a i Juana M. Péreza Zaballosa na łamach „Graellsia”. Miejsce typowe znajduje się kilka kilometrów na zachód od Cerro Fallanquinos w południowej części gór Montes de León na północy Hiszpanii. Epitet gatunkowy pochodzi od nazwy gór.
W obrębie podrodzaju nominatywnego (Nebria s.str.) rodzaju lesz gatunek ten zaliczony został do podgrupy gatunków lafresnayei, w rejonie Półwyspu Iberyjskiego i Francji reprezentowanej także przez N. andarensis i kilka podgatunków N. lafresnayei.

## Morfologia
Chrząszcz o smukłym, spłaszczonym ciele długości od 10,8 do 13 mm, ubarwionym brązowo z rozjaśnionymi krawędziami i szwem pokryw oraz jasnobrązowymi czułkami i odnóżami. Wierzch ciała ma delikatną mikrorzeźbę w postaci siateczki o równej średnicy oczkach.
Stosunkowo mała głowa ma dwa wciski o zlewającym się punktowaniu na przedzie czoła, lekko zwężone za wyłupiastymi oczami, a dalej bardziej równoległe skronie oraz dłuższe niż ⅔ długości ciała czułki o członie trzecim ponad dwukrotnie dłuższym od poprzedniego, a czwartym tak długim jak drugi. Warga dolna ma dwa ostre ząbki na bródce i po cztery szczecinki na przedostatnich członach głaszczków wargowych. Gula ma szereg od sześciu do ośmiu szczecinek.
Przedplecze jest w zarysie sercowate, w przednich ⅔ ma boki równomiernie zaokrąglone, a w pozostałej części prawie równoległe, kąty przednie i tylne ostre, a krawędź tylną lekko wklęśniętą. Szczeciny na obrzeżeniach bocznych przedplecza umieszczone są w ⅓ jego długości i w kątach tylnych. Owalne, smukłe, najszersze tuż za ⅔ długości pokrywy mają silnie zaokrąglone kąty barkowe, równomiernie zaokrąglone boki i osobno zaostrzone wierzchołki. Rzędy pokryw są głębokie i wyraźnie punktowane, międzyrzędy zaś spłaszczone. Krawędź nasadowa pokrywy przechodzi w sięgający do szóstej lub piątej części jej długości rząd przytarczkowy. Para szczecinek przytarczkowych umieszczona jest u podstawy pierwszych rzędów. Na trzecim międzyrzędzie leżą dwa lub trzy chetopory (punkty szczecinkowe), styczne do trzeciego rzędu. Skrzydła tylnej pary są skrócone i niefunkcjonalne. Episternity zatułowia (metepisterna) są dłuższe niż szerokie. Długie, smukłe odnóża bieżne mają słabo pogrubione uda, owłosione odsiebne części goleni oraz owłosione stopy z czwartym członem wystającym ku tyłowi. U samca stopy mają na członach drugim i trzecim oraz odsiebnej części członu pierwszego szczecinki czepne, przytrzymujące samicę w czasie kopulacji.
Charakterystyczną na tle gatunków pokrewnych cechą odwłoka jest obecność licznych szczecinek na sternitach od trzeciego do piątego.

## Ekologia i występowanie
Lesz ten zasiedla okolice pól śnieżnych w piętrze subalpejskim, powyżej linii drzew, na rzędnych 2000 m n.p.m.
Jest gatunkiem palearktycznym, endemicznym dla gór Montes de León na północy Hiszpanii. Znany jest tylko z dwóch masywów, Sierra del Teleno oraz Sierra de la Cabrera Baja. Współcześnie masywy te oddzielone są głębokimi dolinami Río Cabrera i Río Ería, jednak dawniej były połączone, o czym świadczy ograniczenie do tych dwóch masywów zasięgu innych nielotnych biegaczowatych wysokogórskich, jak Haptoderus cantabricus pellegrinii i Nebria belloti.